# Новый Кишит
Но́вый Киши́т (тат. Яңа Кишет) — село в Арском районе Республики Татарстан, административный центр Новокишитского сельского поселения.

## Этимология названия
Топоним произошёл от татарского слова «яңа» (новый) и ойконима «Кишет» (Кишит).

## География
Село находится на реке Семит, в 28 км к северо-западу от районного центра, города Арска.

## История
Село основано во второй половине XVII века.
В XVIII – первой половине XIX века жители относились к категории государственных крестьян. Основные занятия жителей в этот период – земледелие и скотоводство.
В «Списке населенных мест по сведениям 1859 года», изданном в 1866 году, населённый пункт упомянут как казённая деревня Новый Кишит 2-го стана Казанского уезда Казанской губернии. Располагалась при речке Семите, по правую сторону большого торгового тракта из Казани в Уржум, в 62 верстах от губернского города Казани и в 18 верстах от становой квартиры в заштатном городе Арске. В деревне в 108 дворах жили 1053 человека (586 мужчин и 467 женщин). Была мечеть.
По сведениям 1895 года, действовало медресе. В начале XX века функционировали 2 мечети, 2 ветряные мельницы, крупообдирка, 4 мелочные лавки. В этот период земельный надел сельской общины составлял 2315 десятин.
В 1927 году открыта начальная школа. В 1931 году в селе организован колхоз «Кишет».
До 1920 года село входило в Ново-Кишитскую волость Казанского уезда Казанской губернии. С 1920 года в составе Арского кантона ТАССР. С 10 августа 1930 года в Тукаевском (с 25 марта 1938 года — Атнинский), с 12 октября 1959 года в Тукаевском, с 1 февраля 1963 года в Арском районах.

## Население
| 1782 | 1859 | 1897 | 1908 | 1920 | 1926 | 1949 | 1958 | 1970 | 1979 | 1989 | 2002 | 2010 | 2015 |
| ---- | ---- | ---- | ---- | ---- | ---- | ---- | ---- | ---- | ---- | ---- | ---- | ---- | ---- |
| 185  | 1053 | 1455 | 1461 | 1282 | 1136 | 580  | 552  | 585  | 492  | 389  | 426  | 393  | 366  |

Национальный состав деревни: татары.

## Экономика
Жители работают преимущественно в ООО «Кишет», занимаются полеводством, мясо-молочным скотоводством.

## Объекты образования и культуры
В селе действуют неполная средняя школа, детский сад, дом культуры, библиотека, фельдшерско-акушерский пункт.

## Религиозные объекты
Мечеть (с 1996 года).